# Gobulus crescentalis
Gobulus crescentalis és una espècie de peix de la família dels gòbids i de l'ordre dels perciformes.

## Morfologia
- Els mascles poden assolir 6 cm de longitud total.[3][4]

## Reproducció
És ovípar amb ous demersals.

## Hàbitat
És un peix marí, de clima subtropical i demersal que viu fins als 13 m de fondària.

## Distribució geogràfica
Es troba al Pacífic oriental central: el Golf de Califòrnia i la Baixa Califòrnia (Mèxic).

## Observacions
És inofensiu per als humans.